# Spyker Peking-To-Paris
Na salonie w Genewie w 2006 roku Spyker Cars zaprezentował nietypowy projekt, będący połączeniem stylistyki sportowych C8 i C12 i samochodu terenowego nazwany D12 Peking-To-Paris. Samochód miał wejść do produkcji pod koniec 2007 roku, jednak producent rozpoczął ją w 2008 r. z silnikiem 6.2L V8 i pod nazwą D8 Peking-To-Paris. Spyker "Peking-To-Paris" to sportowy samochód terenowy, którego producent określił jako "super-sportowy pojazd użytkowy" (SSUV – Super Sport Utility Vehicle). Aluminiowe, czterodrzwiowe nadwozie (z tylnymi, mniejszymi drzwiami otwieranymi do tyłu) wyraźnie wskazuje na sportowy styl, choćby patrząc na tylną jego część, która przypomina raczej tzw. czterodrzwiowe coupe, aniżeli typowy samochód terenowy (podobną, choć mniej wyraźną koncepcję zastosowała marka BMW w produkowanym od 2008 roku modelu X6). Głównymi elementami wnętrza są polerowane aluminium i skóra. Zaprezentowany w Genewie model D12 wyposażony był w silnik Audi W12 o mocy 500 KM (ten sam, który Spyker Cars stosuje w modelach C12. Silnik ten pozwalał na osiągnięcie 100 km/h w 5 sekund i jedną z najwyższych prędkości maksymalnych dla samochodu terenowego – 295 km/h. Wprowadzona do produkcji w 2008 roku wersja D8 wyposażona została w nowy silnik 6.2L V8, który pomimo mocy 550 KM ograniczał osiągnięcie maksymalnej prędkości do 270 km/h, a pierwsze 100 km/h D8 Peking-To-Paris przekraczała po czasie 5.5 sekundy.

## Dane techniczne
|                               | Spyker D12 Peking-To-Paris | Spyker D8 Peking-To-Paris |
| ----------------------------- | -------------------------- | ------------------------- |
| Cylindrów/Zaworów na cylinder | W12 / 5                    | V8 / 5                    |
| Pojemność (cm³)               | 5998                       | 6198                      |
| Moc (kW/KM)                   | 373/500                    | 400/550                   |
| Moment obr. (Nm / min-1)      | 610                        | 750                       |
| Napęd                         | Na wszystkie koła          | Na wszystkie koła         |
| Skrzynia biegów/biegi         | Automatyczna / 6           | Automatyczna / 6          |
| 0-100 km/h                    | 5.0                        | 5.5                       |
| Prędkość maksymalna (km/h)    | 295                        | 270                       |
| Masa własna (kg)              | 1875                       | 1875                      |